# Языки Алжира

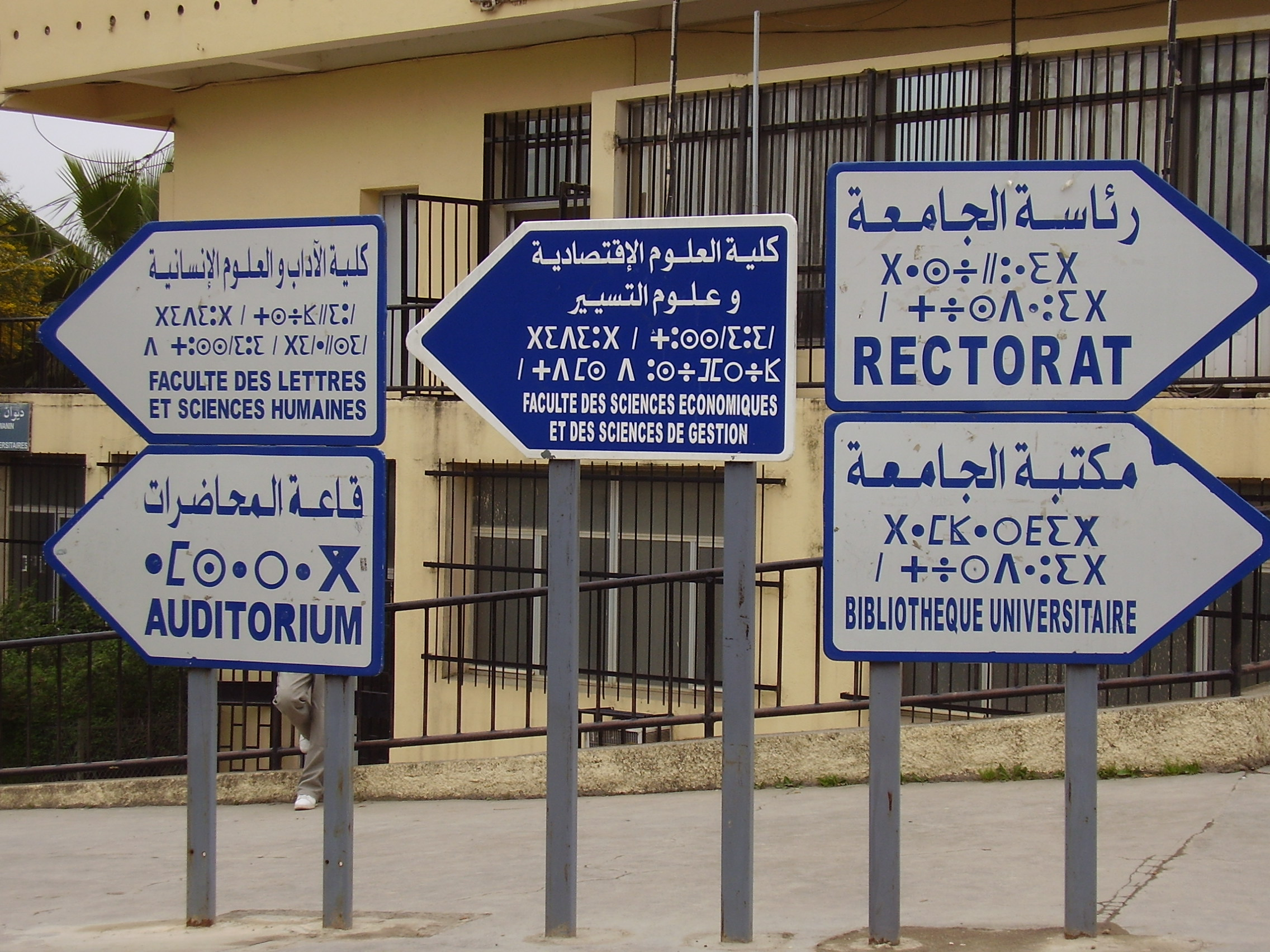
Вывески в университете Алжира. На арабском, берберском и французском языке

Официальным языком Алжира является современный литературный арабский язык, как указано в конституции страны 1963 года. Кроме того, с помощью конституционных поправок 8 мая 2002 года «национальным» языком признан берберский язык. Алжирский, арабский и берберский языки являются родными языками более чем для 99 % алжирцев. На арабском говорят 72 % алжирцев, а на берберском 27,4 %. Французский язык, хотя и не имеет официального статуса, широко используется в правительстве, культуре, СМИ и образовании, благодаря алжирской колониальной истории, и может рассматриваться как де-факто ко-официальный язык Алжира. Кабильский язык, самый распространённый берберский язык в стране, преподаётся и является частично вторым официальным языком (с некоторыми ограничениями) в Кабилии.
Малика Ребай Маамри, автор «The Syndrome of the French Language in Algeria», пишет: «Разговорный язык в быту и на улицах остаётся смесью алжирского диалекта и французских слов». Из-за большого количества языков и сложности с включением в себя этих языков, Маамри утверждал, что «сегодня лингвистическая ситуация в Алжире преобладают несколькими высказываниями и позициями».

## Разговорные языки в настоящее время

### Арабский язык
Арабский язык является родным языком для 73 % населения Алжира; в дополнение к этому, он не является родным для изучения в школе, и поэтому большинство населения знают арабский литературный язык или алжирский диалект арабского языка. На алжирском арабском (или дарижа) говорят 85 % общего населения и 83 % арабского населения.
Конституция Алжира 1963 года сделала арабский язык государственным, и это было сохранено в конституции 1976 года. Конституция 1976 года в статье 3 указывает: «Алжирский арабский язык является национальным и официальным языком». В это же время обе конституции не упоминают берберский и французский языки. Permanent Committee on Geographical Names for British Official Use (PCGN) заявил: «Арабский был выбран в самом начале как язык, который должен был представлять идентичность и религию Алжира, а официальное отношение к берберскому и французскому языкам было в основном отрицательным». PCGN заявил, что французский, не арабский, фактически лингва франка в Алжире. Арабский обычно не используется в Кабилии.
В Алжире, как и везде, разговорный арабский весьма существенно отличается от письменного арабского языка; в алжирском арабском имеется гораздо упрощённая система гласных, существенно изменённый словарь и имеет падежные окончания в письме. В самом алжирском арабском существуют значительные общие разновидности; жижельский арабский, в частности, примечателен произношением буквы qaf как kaf и её изобилием берберских заимствованных слов, а диалекты некоторых портах указывают влияние андалузского арабского языка, который был принесен беженцами из Аль-Андалуса. Алжирский арабский является частью магрибского арабского диалектного континуума и сливается с марокканским и тунисским диалектами вдоль соответствующих границ.
В Сахаре более консервативные бедуинские диалекты, группирующиеся под названием сахарского диалекта, являются разговорными. Многие сахарские беженцы из города Тиндуф говорят на диалекте хасания.
Большинство евреев в Алжире иногда говорят на диалектах арабского в своей общине, называемый как еврейско-арабские.
После этого Алжир стал независимым в 1962 году, он пытался улучшить беглость, привлекая арабских преподавателей из Египта и Сирии. Мартин Регг Кон в газете «Торонто Стар» сообщил, что многие преподаватели были неквалифицированными. В 1963 году из 1 300 000 грамотных людей в Алжире, было оценено, что 300 000 читают на литературном арабском языке. Мохамед Бенрабах, автор «Language maintenance and spread: French in Algeria», сказал, что в течение этого года, «языковая компетенция стандартного арабского языка была относительно низкой». Малика Ребай Маамри, автор «The Syndrome of the French Language in Algeria», сообщил, что по состоянию на 2009 год, «классический арабский до сих пор не освоен даже на высоких уровнях образования».
По состоянию на 2012 год, остальные поколения образованных в соответствии с французской колониальной системой не умеют читать или писать на арабском.

### Берберский язык
Берберские языки являются разговорными в нескольких частях Алжира, в Кабилии, в горах Орес, и в Сахаре (туареги). До прибытия финикийцев берберы были распространены по всему Алжиру, как свидетельствуют ранние надписи тифинаг. Несмотря на рост пунского, латинского и арабского языка, берберский язык оставался основным языком Алжира после французского вторжения в 1830 году.
Арабский язык остаётся единственным официальным языком Алжира, хотя берберский недавно был признан в качестве национального языка.

### Французский язык
Всемирная книга фактов ЦРУ утверждает, что французский язык — лингва франка в Алжире. PCGN утверждает, что «на самом деле, французский язык — лингва франка в Алжире», и что несмотря на усилия правительства, чтобы убрать французский, он никогда не переставал быть языком общения. Алжир является второй по величине франкоязычной страной с точки зрения говорящих. В 2008 году 11.200.000 алжирцев (33 %) умели читать и писать по-французски.
Конституция 1963 и 1976 годов не упоминает французский и берберский языки. PCGN утверждает, что официальное отношение к французскому и берберскому языкам в значительной мере низкое. Французский и берберский языки используются в Кабилии.
Французский язык является частью стандартной школьной программы и широко понятный. 18 млн алжирцев могут писать и читать по-французски, 50 % населения, и эта цифра выше, чем те, которые могут только говорить и не понимают его, включена. По оценкам Ethnologue, 111 тыс человек говорят на нём как на родном языке, в основном франкоалжирцы, которые остались, и люди во франкоязычных домохозяйствах. Некоторые две трети алжирцев имеют «достаточно широкое» понимание французского, и половина говорят на нём как на втором языке. Французский широко используется в СМИ и коммерции, является разговорным в повседневной жизни в крупных городах Алжира, в диглосной комбинации с алжирским арабским.
Французский язык является наиболее широко изученным иностранным языком в стране, и большинство алжирцев могут понимать его и говорить на нём, хотя на нём не говорят в повседневной жизни.
С момента обретения независимости в стране, правительство проводит политику лингвистической арабизации в образовании и бюрократии, что привело к ограничению использования берберского языка и арабизации многих берберо-говорящих. Сильные позиции французского языка были мало зависимы от политики арабизации. Все научные и деловые университетские курсы по-прежнему преподаются на французском языке. В последнее время школы начали включать французский в школьную программу, и детей уже учат письму на классическом арабском языке. Французский также используется в СМИ и в бизнесе. После политических дебатов в Алжире в конце 1990-х о том, чтобы заменить французский язык английским в системе образования, правительство решило сохранить французский. Английский язык преподаётся в первом классе средней школы.
Несмотря на широкое использование французского языка, Алжир не присоединился к Франкофонии, международной организации франкоязычных стран.

### Английский язык
Английский язык, из-за его статуса глобального лингва франка, преподаётся со средней школы далее. Однако, лишь небольшое число алжирцев говорят по-английски, большинство из них молодые люди.
Алжирское правительство преподавало английский как вторичный обязательный иностранный язык для студентов, начиная с 4 класса в среднем школьном цикле, с конца 1970-х до начала 1990-х. В сентябре 1993 года Министерство Национального Образования сделало английский и французский языки как два отдельных выбора для первого обязательного иностранного языка; студенты должны были выбрать один за другим. Министр образования сказал, что английский язык был из тех, которые будут предложены, потому что был языком научного знания.
Два миллиона школьников в школе между 1993 и 1997 годами, между 0,33 % и 1,28 % выбрали английский над французским, статистика Мохамеда Бенрабаха, автора «Language maintenance and spread: French in Algeria», называет «незначительным».

### Русский язык

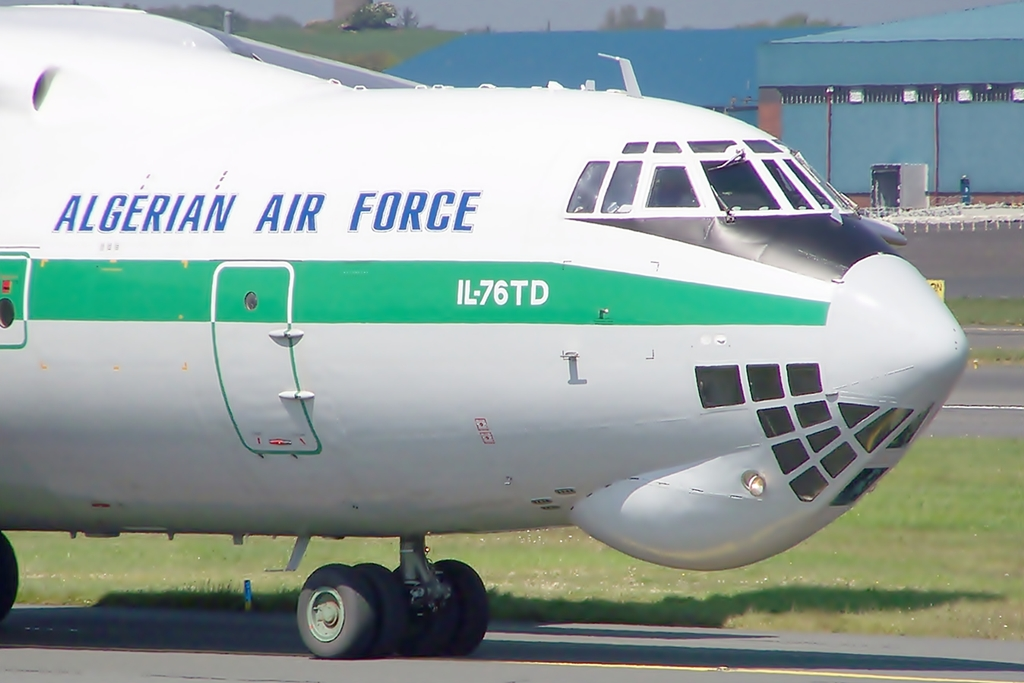
Самолёт Ил-76 на вооружении ВВС Алжира. Военно-техническое сотрудничество всегда было важным подспорьем в изучении русского языка.

История изучения русского языка на территории Алжира ведет свое начало еще с 1958 года, когда страной правили французы. Однако после объявления независимости культурные связи еще более укрепились.
После распада Советского Союза заинтересованность алжирской молодёжи и экономически активных людей в изучении русского языка резко упала. На место русского пришли другие языки с европейского континента как более важные для экономических связей с развитым миром. Имеет значение и то, что большинство молодых людей в Алжире всё чаще стремятся получить образование, а затем работу и место жительства на Западе. Количество государственных квот, которые выдаются Министерством образования РФ в качестве стипендий для изучения языка иностранцами, для алжирцев крайне мало. Не в последнюю роль играет и в целом плачевная ситуация в образовательной системе Алжира. Денег, которые государство выделяет на просвещение, едва хватает на поддержание образования в надлежащем состоянии.
По состоянию на 2003 год, в Алжире русский язык изучается в крупнейшем вузе страны, Алжирском университете. Студенты усваивают материал на протяжении четырех лет. Каждый год выпускается немногим более десяти русскоязычных алжирцев. Кроме того, благодаря усилиям Министерства иностранных дел России, в середине 2000-х годов были возрождены существовавшие ещё при СССР языковые курсы в Университете города Орана. Наиболее часто русский изучают представители медицинской сферы, государственные служащие и геологи.
Важным подспорьем для культурного обмена служит Ассоциация выпускников российских вузов, которая является правопреемницей аналогичной советской структуры. Кроме того, на территории арабской республики действует добровольное объединение соотечественников, которые организуют курсы по изучению русского (в начале 2000-х их ежегодно заканчивали 35 человек). Нередки случаи, когда обучавшиеся в России (и до этого в СССР) алжирцы связывают себя узами брака с проживающими в стране русскими иммигрантами. Дети от таких смешанных браков сохраняют свою родную культуру и свободно читают и говорят по-русски.
Одна из особенностей изучения русского в Алжире — наличие только французских учебников. Обучение арабоязычных студентов через язык-посредник не лишено своих недостатков — так, например, во французском отсутствует грамматическая категория, которая соответствовала бы глагольному виду. Подобный подход снижает эффективность обучения и усвоения языка, поэтому ведётся (по состоянию на 2005 год) разработка исключительно арабоязычных программ обучения.